# Fredrik Böök

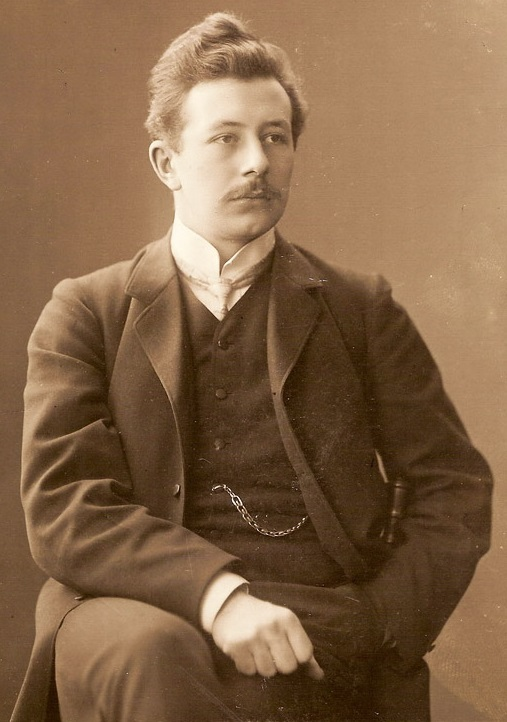
Fredrik Böök

Martin Fredrik Böök (* 12. Mai 1883 in Kristianstad als Martin Fredrik Christofferson; † 2. Dezember 1961 in Kopenhagen) war ein schwedischer Literaturprofessor, Kritiker und Schriftsteller. Er schrieb Biografien und Bücher über schwedische Dichtung.

## Leben
Neben Henrik Schück war Böök jahrzehntelang einer der einflussreichsten schwedischen Literaturwissenschaftler. Von 1920 bis 1924 war er Professor an der Universität Lund. 1922 wurde er zum Mitglied der Schwedischen Akademie gewählt.
Weil Böök persönlich den ursprünglich als preiswürdig angesehenen Roman Der Zauberberg ablehnte, stützte sich die Begründung des Stockholmer Komitees für den 1929 an Thomas Mann verliehenen Nobelpreis fast ausschließlich auf die Buddenbrooks. Die Begründung für die Disqualifikation des Zauberberg-Romans ist heute kaum noch nachvollziehbar: Das Werk sei „unübersetzbar“ und „allzu breit und schwerfällig“, zudem nicht in die Ästhetik des „großen Stils“ integrierbar. Thomas Mann berichtete dazu in einer Rede im Jahre 1939: In der Tat ist „Der Zauberberg“ ein sehr deutsches Buch, er ist es in dem Grade, dass fremdländische Beurteiler seine Weltmöglichkeit völlig unterschätzten. Ein hervorragender schwedischer Kritiker erklärte öffentlich mit aller Entschiedenheit, dass man niemals eine Übertragung dieses Buches in eine fremde Sprache wagen werde, weil es absolut untauglich dazu sei. Das war eine falsche Prophezeiung.
Max Dessoir schildert in seinen Lebenserinnerungen, dass Böök, „der kritische Diktator Schwedens“, sich mit ihm zusammen ab 1924 vergeblich dafür einsetzte, dass Paul Ernst den Literaturnobelpreis erhielt.
Nach dem Zweiten Weltkrieg verlor Böök seine bis dahin dominierende Rolle im literarischen Leben Schwedens, weil er zum nationalsozialistischen Deutschland ein Verhältnis wohlwollender Sympathie gepflegt hatte.

## Sonstiges
Böök stand in Kontakt mit Eberhard Grisebach, der im Jahre 1932 in einem Brief aus Davos an Edvard Munch erwähnt, dass dieser ihn in Malen zu einer Fahrt nach Schweden abholen wolle.